# Dragotina (Glina)
Dragotina (1900-ig Dragotinja) falu Horvátországban, Sziszek-Monoszló megyében. Közigazgatásilag Glinához tartozik.

## Fekvése
Sziszek városától légvonalban 29, közúton 47 km-re délnyugatra, községközpontjától légvonalban 11, közúton 12 km-re délkeletre, a Maja középső folyásánál, a Glinát a dvori határátkelővel összekötő 6-os számú főút mentén Maja és Donji Klasnić között fekszik. Keleti részén több, 200 és 250 méter közötti magaslat, mint a Pasnovac, a Čaire, a Poljica, a Mijanovac, a Kosijerak, a Jezera és a Pajdaš található. Legmagasabb pontja a 269 méter magas Kosijerak. A termékeny talaj és az enyhe dombvidék a mezőgazdasági termelésre különösen alkalmassá teszi. Főbb településrészei: Krajačić, Zelena Ulica és Vukičevići.

## Története
A falu nevének eredetére nincs kielégítő magyarázat, két valószínűsíthető változat van a köztudatban. Az egyik szerint két lánytestvér Draga és Tina alapította. A másik változat szerint a „drago ti na” azaz „evo ti draga” (itt vagy te kedves) kifejezésből származik és a katonai határőrvidék idejében itt letelepedett szabad határőrök nevezték el így. Az ókorban területén haladt át a Sisciát Seniával, azaz a mai Sziszeket Zenggel összekötő fontos kereskedelmi és hadiút. Ennek bizonyítéka a templom területén található római mérföldkő. A Dragotina név első írásos említése 1563-ból, a Glinától délre, az akkori török határ irányában fekvő települések összeírásából származik. A falu középkori létét középkori eredetű templom is bizonyítja. A mai helyén fekvő település minden kétséget kizáró első említése viszont csak 1689-ből való. Ekkor tíz család élt a településen. Az erről szóló dokumentumot ma a zágrábi káptalan irattárában őrzik. A határőrök letelepítésének előzményeként sikeres törökellenes védelmi harcok következtében 1689-re a horvát határ visszatért az Una folyóhoz. Ennek következtében Dragotina is a környék számos településéhez hasonlóan a 17. század vége felé népesült be a török uralom alatt maradt Boszniából menekült pravoszlávokkal. 1696-ban a szábor a bánt tette meg a Kulpa és az Una közötti határvédő erők parancsnokává, melyet hosszas huzavona után 1704-ben a bécsi udvar is elfogadott. Ezzel létrejött a Báni végvidék (horvátul Banovina), mely katonai határőrvidék része lett. 1745-ben megalakult a Glina központú első báni ezred, melynek fennhatósága alá ez a vidék is tartozott. Dragotina neve szerepel az 1703-as felkelés során a felkelők által ellenőrzött települések között. A dragotinai pravoszláv parókiát 1740-ben alapították. A négyosztályos alapiskola 1833-ban nyílt meg.
1881-ben megszűnt a katonai közigazgatás és Zágráb vármegye Glinai járásának része lett. A falunak 1857-ben 680, 1910-ben 971 lakosa volt. 1918-ban az új szerb-horvát-szlovén állam, majd később Jugoszlávia része lett. A második világháború idején a Független Horvát Állam része volt. Ez a falu történetének legnehezebb időszaka, ugyanis az usztasák összes házát felgyújtották és 220 lakosát meggyilkolták. 1941. július 24-én és 25-én összeterelték a 16 és 60 év közötti összes férfi lakost, 158 embert és a jadovnói koncentrációs táborba hajtották, ahol kivégezték őket. 39-en a partizánharcokban estek el, közülük Ilija Španovićot nemzeti hőssé nyilvánították. További 74 lakos halt meg a háború során elterjedt tífuszjárványban. A falu teljes háborús embervesztesége mintegy 340 fő volt. A háború utáni első évek a falu újjáépítésével teltek. A helyi termelőszövetkezetet 1949-ben alapították, majd felépült a falu közösségi háza. A kezdeti fellendülés után 1953-ban a szövetkezet feloszlott. Újabb fellendülés kezdődött az 1960-as évek végén, amikor a falun átmenő főutat aszfaltozták és bevezették az elektromos áramot. Később vízvezetéket is kapott a település. A helyi gazdaság alapja a mezőgazdaság, az állattartás és a tejtermelés volt, de sokan dolgoztak a községközpontban, Glinán is. A lakosság száma már a háború óta folyamatosan csökkent, melynek oka a fiatalok elvándorlása volt. A falu 1991. június 25-én jogilag a független Horvátország része lett, de szerb lakói a Krajinai Szerb Köztársasághoz csatlakoztak. A falut 1995. augusztus 8-án a Vihar hadművelettel foglalta vissza a horvát hadsereg. A lakosság elmenekült, csak mintegy 15 idős embert maradt itt. A bevonuló horvát csapatok néhány házat felgyújtottak. Később több, főként idős ember visszatért. A háborúnak a faluból öt halálos áldozata volt, közülük három polgári személy. A jobb állapotban maradt házakba Nyugat-Boszniából érkezett horvát családok költöztek. A szerb lakosság visszatérése 1997-től indult meg. A településnek 2011-ben 149 lakosa volt, akik mezőgazdasággal és állattartással foglalkoztak.

## Népesség
| Lakosság változása | Lakosság változása | Lakosság változása | Lakosság változása | Lakosság változása | Lakosság változása | Lakosság változása | Lakosság változása | Lakosság változása | Lakosság változása | Lakosság változása | Lakosság változása | Lakosság változása | Lakosság változása | Lakosság változása | Lakosság változása |
| ------------------ | ------------------ | ------------------ | ------------------ | ------------------ | ------------------ | ------------------ | ------------------ | ------------------ | ------------------ | ------------------ | ------------------ | ------------------ | ------------------ | ------------------ | ------------------ |
| 1857               | 1869               | 1880               | 1890               | 1900               | 1910               | 1921               | 1931               | 1948               | 1953               | 1961               | 1971               | 1981               | 1991               | 2001               | 2011               |
| 680                | 580                | 641                | 756                | 860                | 971                | 955                | 953                | 685                | 704                | 635                | 597                | 500                | 501                | 182                | 149                |

## Nevezetességei
- Az Istenanya mennybevétele tiszteletére szentelt pravoszláv parochiális temploma középkori eredetű. Az eredetileg katolikus templomot 1760-ban pravoszláv templomnak szentelték fel. Korábban is Szűz Mária mennybevétele volt a titulusa. A régi templomot 1910-ben építették át a mai templommá. 1941-ben az usztasák felgyújtották. 1988-ban újjáépítették, melyet a szomszédos Bijela Voda amerikai emigrációban élő régi lakosai jelentős összegekkel támogattak. A Vihar hadművelet során a horvát csapatok betörtek a templomba és jelentős károkat okoztak. Felújítása 2000-ben fejeződött be. A parókia épülete romokban áll.
- Római mérföldkő, mely eredetileg a Siscia – Senia út mentén állt, ma a templom udvarán található.
- Régi török kori őrtorony maradványai. Az épület feltehetően alul kőből, felül fából épült.
- Régi sírkövek a temetőben.
- Hagyományos népi építésű parasztházak a 69, 161, 163, 168, 159 és épületek 21, 72, 141,158,159, 161, 165, 165a, 166 és 177 számok alatt.
- A nemzeti felszabadító háború elesett hőseinek és áldozatainak emlékműve.

## Fordítás
Ez a szócikk részben vagy egészben  a(z)   Драготина című szerb Wikipédia-szócikk ezen változatának fordításán alapul.  Az eredeti cikk szerkesztőit annak laptörténete sorolja fel. Ez a jelzés csupán a megfogalmazás eredetét és a szerzői jogokat jelzi, nem szolgál a cikkben szereplő információk forrásmegjelöléseként.